# Hamida Javanshir
Hamida Ahmad bey qizi Javanshir (en azerí: Həmidə Cavanşir) (19 de enero de 1873-6 de febrero de 1955) fue una filántropa y activista de los derechos de las mujeres azerbaiyana.
Era la hija mayor de Ahmad bey Javanshir, historiador azerbaiyano, traductor y oficial del ejército imperial ruso. Hamida y su hermano menor fueron educados en casa. Cuando tenía nueve años, una familia de tutores rusos llegó a vivir con ellos para guiar su educación. A los 14 años, estaba familiarizada con la literatura europea e islámica y hablaba con fluidez el ruso y el francés.
En 1889 se casó con un nativo de Barda, el teniente coronel Ibrahim bey Davatdarov. Se establecieron en Brest-Litovsk (en la actual Bielorrusia) y tuvieron dos hijos, Mina y Muzaffar. Tomó clases de baile de salón y estudió alemán y polaco. En 1900 la familia se trasladó a Kars, donde Davatdarov fue nombrado comandante de una fortaleza militar. Un año más tarde su esposo murió.

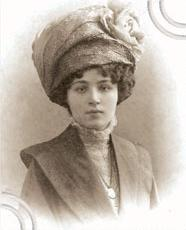
La hija de Hamida Javanshir, Mina Davatdarova, fue una profesora profesional que se ofreció como voluntaria en la escuela Kahrizli hasta su muerte en 1923.

Ella heredó la finca de Kahrizli de su padre y continuó su exitoso negocio de algodón. De acuerdo con la voluntad de su padre, tomó el manuscrito de su obra On the Political Affairs of the Karabakh khanate in 1747–1805 y lo llevó a Tiflis (capital de la actual Georgia) con el fin de imprimirlo en la editorial Geyrat. Allí, en octubre de 1905, conoció a Jalil Mammadguluzadeh, que luego fue columnista del periódico en lengua azerí Sharg-i rus. En 1907 se casaron y vivieron en Tiflis hasta 1920. Tuvieron dos hijos, Midhat en 1908 y Anvar en 1911.
Durante la hambruna de Karabaj de 1907, distribuyó harina y mijo a los aldeanos hambrientos y también actuó como mediador entre los armenios locales y los azeríes después de dos años de masacres recíprocas. En 1908 fundó una escuela de la coeducación en su residencia de Kahrizli, que se convirtió en la primera escuela de azerí donde los muchachos y las muchachas podrían estudiar en la mismo aula. En 1910, Javanshir, junto con miembros femeninos de la nobleza azerí de la ciudad, fundó la Sociedad de Beneficencia Caucásica de las Mujeres Musulmanas. Durante una epidemia de viruela en la era soviética, compró vacunas y dio dosis a la gente de Kahrizli.
En 1921, después de haber vivido en Tabriz durante un año, la familia se trasladó a Bakú, donde escribió sus memorias y tradujo las obras de su marido. Sobrevivió a dos de sus hijos: Mina en 1923 y Midhat en 1935. Murió en Bakú en 1955. Hay un museo de su vida y obra en Kahrizli.